# Indiana Fever 2004
La stagione 2004 delle Indiana Fever fu la 5ª nella WNBA per la franchigia.
Le Indiana Fever arrivarono seste nella Eastern Conference con un record di 15-19, non qualificandosi per i play-off.

## Roster
| N° | Naz.                   | Ruolo | Sportivo          | Anno | Alt. | Peso |
| -- | ---------------------- | ----- | ----------------- | ---- | ---- | ---- |
| 5  | Stati Uniti (bandiera) | A     | Deanna Jackson    | 1979 | 188  | 70   |
| 8  | Stati Uniti (bandiera) | G     | Kelly Miller      | 1978 | 178  | 64   |
| 11 | Stati Uniti (bandiera) | C     | Kelly Schumacher  | 1977 | 196  | 83   |
| 12 | Stati Uniti (bandiera) | A     | Natalie Williams  | 1970 | 188  | 95   |
| 14 | Stati Uniti (bandiera) | G     | Coretta Brown     | 1980 | 175  | 68   |
| 22 | Stati Uniti (bandiera) | GA    | Stephanie White   | 1977 | 175  | 70   |
| 24 | Stati Uniti (bandiera) | A     | Tamika Catchings  | 1979 | 185  | 76   |
| 30 | Stati Uniti (bandiera) | GA    | Kate Starbird     | 1975 | 185  | 69   |
| 33 | Stati Uniti (bandiera) | G     | Niele Ivey        | 1977 | 170  | 68   |
| 34 | Stati Uniti (bandiera) | A     | Ebony Hoffman     | 1982 | 188  | 98   |
| 44 | Senegal (bandiera)     | AC    | Astou Ndiaye      | 1973 | 191  | 83   |
| 52 | Stati Uniti (bandiera) | A     | Kristen Rasmussen | 1978 | 188  | 78   |

## Staff tecnico
- Allenatore: Brian Winters
- Vice-allenatori: Lin Dunn, Julie Plank
- Preparatore atletico: Holly Heitzman